# Pleistodontes regalis
Pleistodontes regalis (лат.) — вид наездников рода Pleistodontes из семейства Agaonidae. Обитают в Австралии. Имеют облигатный мутуализм с видами растений рода фикус, которые они опыляют.

## Описание
Длина тела 1—3 мм (самки вдвое крупнее самцов: 3,0 — 3,4 мм и 1,5 мм, соответственно), основная окраска самок коричневато-чёрная, самцы желтовато-коричневые. От близких видов отличается следующими признаками: голова в 2,5-2,6 длиннее ширины через сложный глаз; щёки в 3,8-4,2 раза длиннее сложного глаза; мандибулярные придатки несут около 70 рядов мелких зубцов; передняя четверть переднеспинки с прямоугольной областью тонкой полосатости (иногда скрыта, когда голова повёрнута вверх); форма внутреннего выступа переднеспинки подтреугольная. Второй фуникулярный сегмент примерно в 2 раза больше ширины. Пыльцевые карманы присутствуют, но сильно редуцированы, поэтому их трудно рассмотреть под микроскопом. Растение-хозяин Ficus pleurocarpa. Мезо- и метасома дорсально покрыты длинными заметными волосками. Голова самки удлинённая, длиннее ширины, с тремя оцеллиями на вершине. Антеннальный скапус удлиненный. Педицель короткий, без дорсальных шипов.